# Andrzej Gałęziowski
Andrzej Gałęziowski (ur. 23 grudnia 1939 w Łomnicy) – polski kolejarz, poseł na Sejm PRL IX kadencji.

## Życiorys
Od 1956 pracował w PKP, w Parowozowni Opole, Wagonowni Rybnik, Żurawice, Kraków i Nowy Sącz jako technik, majster i instruktor, a od 1963 w Zakładach Naprawczych Taboru Kolejowego „Nowy Sącz” jako mistrz produkcji, kierownik wydziału, zastępca szefa produkcji, a także dyrektor. W 1971 ukończył Wyższą Szkołę Komunikacji w Żylinie, uzyskując tytuł zawodowy magistra inżyniera mechaniki. 
W 1961 wstąpił do Polskiej Zjednoczonej Partii Robotniczej. Od 1985 do 1989 pełnił mandat posła na Sejm PRL IX kadencji z okręgu Nowy Sącz. Zasiadał w Komisji Transportu, Żeglugi i Łączności.
W latach 1980–1985 pełnił funkcję prezesa klubu sportowego Sandecja Nowy Sącz.